# Protolys
Inom kemin är protolys den reaktion vid vilken en positiv vätejon (något oegentligt kallad "proton" trots att det även kan vara en deuteron eller triton) avges från en molekyl eller jon (en syra) till en annan molekyl eller jon (en Brønstedbas). Reaktionen kallas även protonöverföring, protonövergång eller protonbyte. Syran deprotoneras och basen protoneras. De deltagande ämnena kallas med ett samlingsnamn för protolyter. I Brønsted–Lowrys teori för syror och baser är syra-basjämvikter protolytiska reaktioner.
Om syramolekylen befinner sig i vatten fungerar en vattenmolekyl som bas och bildar omedelbart en oxoniumjon, H3O+, med vätejonen.
{\displaystyle {\mbox{H}}_{2}{\mbox{O}}+{\mbox{HA}}\rightleftharpoons {\mbox{H}}_{3}{\mbox{O}}^{+}+{\mbox{A}}^{-}}
Om man tillsätter en bas till vatten så tar basen en vätejon från en vattenmolekyl så att en hydroxidjon, OH−, bildas.
{\displaystyle {\mbox{H}}_{2}{\mbox{O}}+{\mbox{B}}\rightleftharpoons {\mbox{OH}}^{-}+{\mbox{HB}}^{+}}
Protonöverföring kan också ske där varken syran eller basen är vatten:
{\displaystyle {\mbox{HA}}+{\mbox{B}}\rightleftharpoons {\mbox{A}}^{-}+{\mbox{HB}}^{+}}
Dessutom kan protonöverföring ske intramolekylärt mellan en funktionell grupp som fungerar som syra och en annan som fungerar som bas:
{\displaystyle {\mbox{HA--B}}\rightleftharpoons {\mbox{A--BH}}}
Om både syrorna och baserna är svaga är dessa reaktioner jämvikter, vilket innebär att syrakomponenten i vänsterledet motsvaras av en bas i högerledet om reaktionen går åt andra hållet. De bildar därmed ett syra-baspar. Med undantag för intramolekylär protonöverföring involverar en protolys två syra-baspar, ett med syran i vänsterledet och basen i högerledet, och vice versa.
Namnet protolys härstammar från den äldre beskrivningen av vätejonen som fri i lösning efter att den lämnat syran, det vill säga en sönderdelning (grekiska lýsis) som involverar en proton. Eftersom detta inte är vad som sker rekommenderar IUPAC att "protolys" inte längre används, utan rekommenderar i stället "proton transfer reaction", det vill säga protonöverföring.
En amfolyt (t.ex. vatten) kan fungera som både bas och syra, därför sker protolys både när man tillsätter en syra till vatten och när man tillsätter en bas. På grund av detta kan två amfolytmolekyler också överföra en proton mellan varandra, se autoprotolys och vattnets autoprotolys.